# Университет Санкт-Галлена
Университет Санкт-Галлена (нем. Universität St. Gallen, HSG) — это исследовательский университет, расположенный в Санкт-Галлене, Швейцария, который специализируется на бизнес-администрировании, экономике, праве, международных отношениях и компьютерных науках. 
Университет был основан в 1898 году, и регулярно входит в число лучших бизнес-школ Западной Европы. В 2022 году в нём обучалось 9 590 студентов, из которых 3 757 — магистранты и 584 — докторанты.
Несмотря на то, что HSG является одним из самых маленьких университетов Швейцарии, он имеет крупнейший в государстве факультет бизнес-администрирования. Университет выпустил больше миллиардеров в Европе, чем любой другой европейский университет. HSG является членом CEMS и APSIA и аккредитован EQUIS, AACSB и AMBA (тройная корона). Кампус университета внесён в список объектов национального наследия Швейцарии. Университет принадлежит кантону Санкт-Галлен.

## Факультеты, институты, исследовательские центры
В 2011 году была произведена реструктуризация университета, по итогам которой было выделено пять основных факультетов: факультет менеджмента, факультет финансов, факультет права, факультет экономических и политических наук, а также факультет гуманитарных и общественных наук. В отдельную категорию выделен факультет дополнительного профессионального образования в области менеджмента, технологий и права.
В составе университета около 40 институтов и исследовательских центров.

## Программы обучение
Университет Санкт-Галлена предлагает программы по следующим специальностям:
Бакалавриат:
- Управление Бизнесом,
- Экономика,
- Международные отношения,
- Юриспруденция,
- Право и Экономика,
- Информатика.

Магистратура:
- Стратегия и Международный Менеджмент,
- Банки и Финансы,
- Бизнес-Инновации,
- Общий Менеджмент,
- Маркетинг-Менеджмент,
- Бухгалтерия и Корпоративные Финансы,
- Международные Отношения и Управление,
- Экономика,
- Количественная Экономика и Финансы,
- Информатика,
- Менеджмент, Организация, Теория Культуры,
- Международное Право,
- Юриспруденция,
- Право и Экономика,
- Медицина (совместно с университетом Цюриха),
- CEMS.

Докторантура:
- Экономика и Финансы,
- Инфомратика,
- Юриспруденция,
- Организация и Теория Культуры,
- Менедмент,
- Международные Отношения и Политическая Экономика.

## Интересные факты
- Университет Санкт-Галлена окончили многие будущие политики Лихтенштейна, ставшие впоследствии во главе правительства. Это Клаус Чючер, Адриан Хаслер, Марио Фрик и другие.
- Университет Санкт-Галлена окончил и князь Лихтенштейна Ханс-Адам II.
- В Университете Санкт-Галлена преподавал Ота Шик, автор экономической программы Пражской весны.